# Clase Infanta María Teresa
Los clase Infanta María Teresa fueron una serie de tres cruceros acorazados construidos para la Armada Española por Astilleros del Nervión (Bilbao) y perdidos todos ellos en la Batalla naval de Santiago de Cuba de la Guerra hispano-estadounidense en 1898. En principio se planearon 6 buques, pero los retrasos hicieron que los tres últimos sufrieran modificaciones y pasaran a formar una clase propia, la clase Cardenal Cisneros.

## Diseño

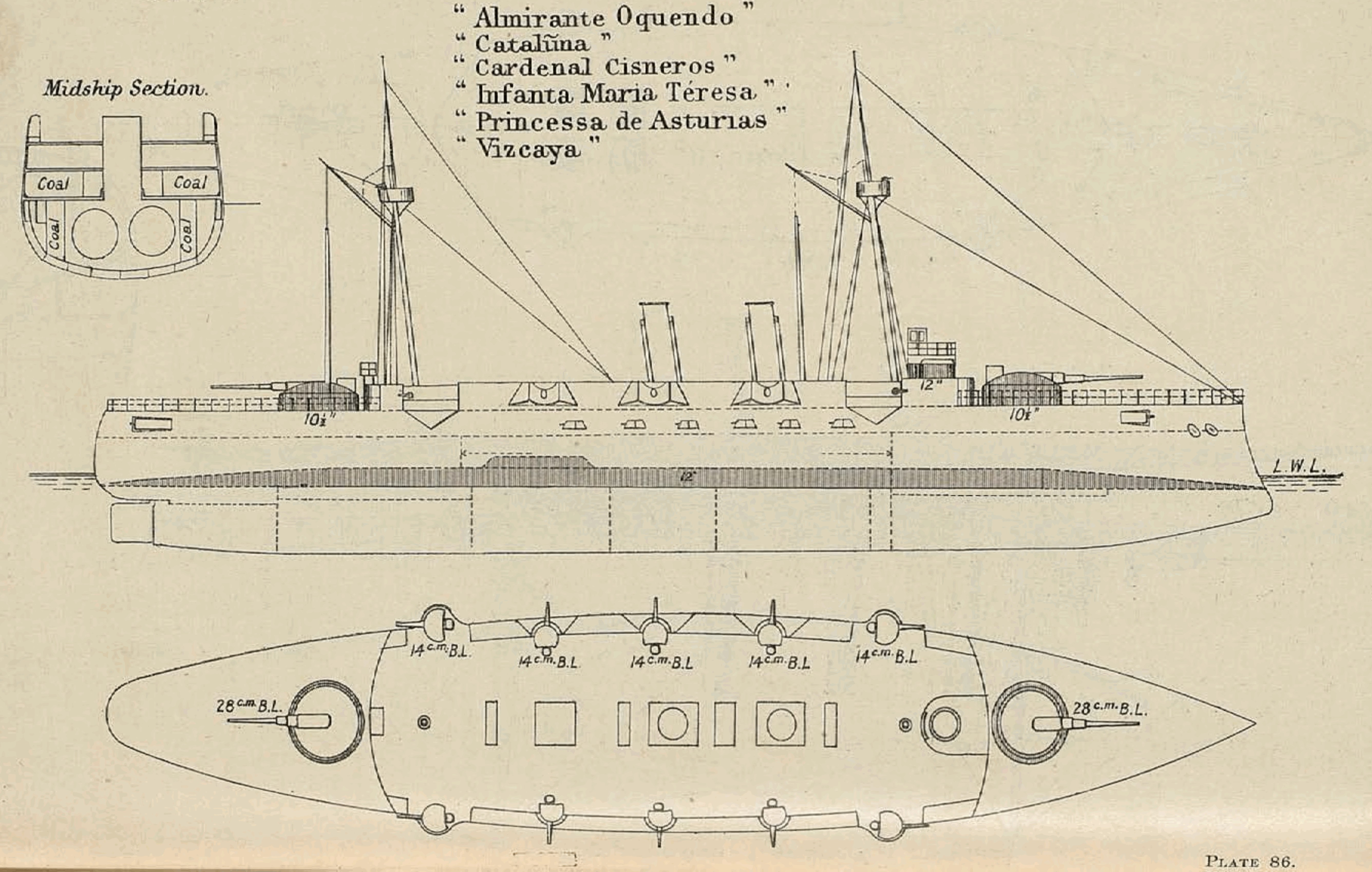
Diagrama de los buques de la clase Infanta Teresa.

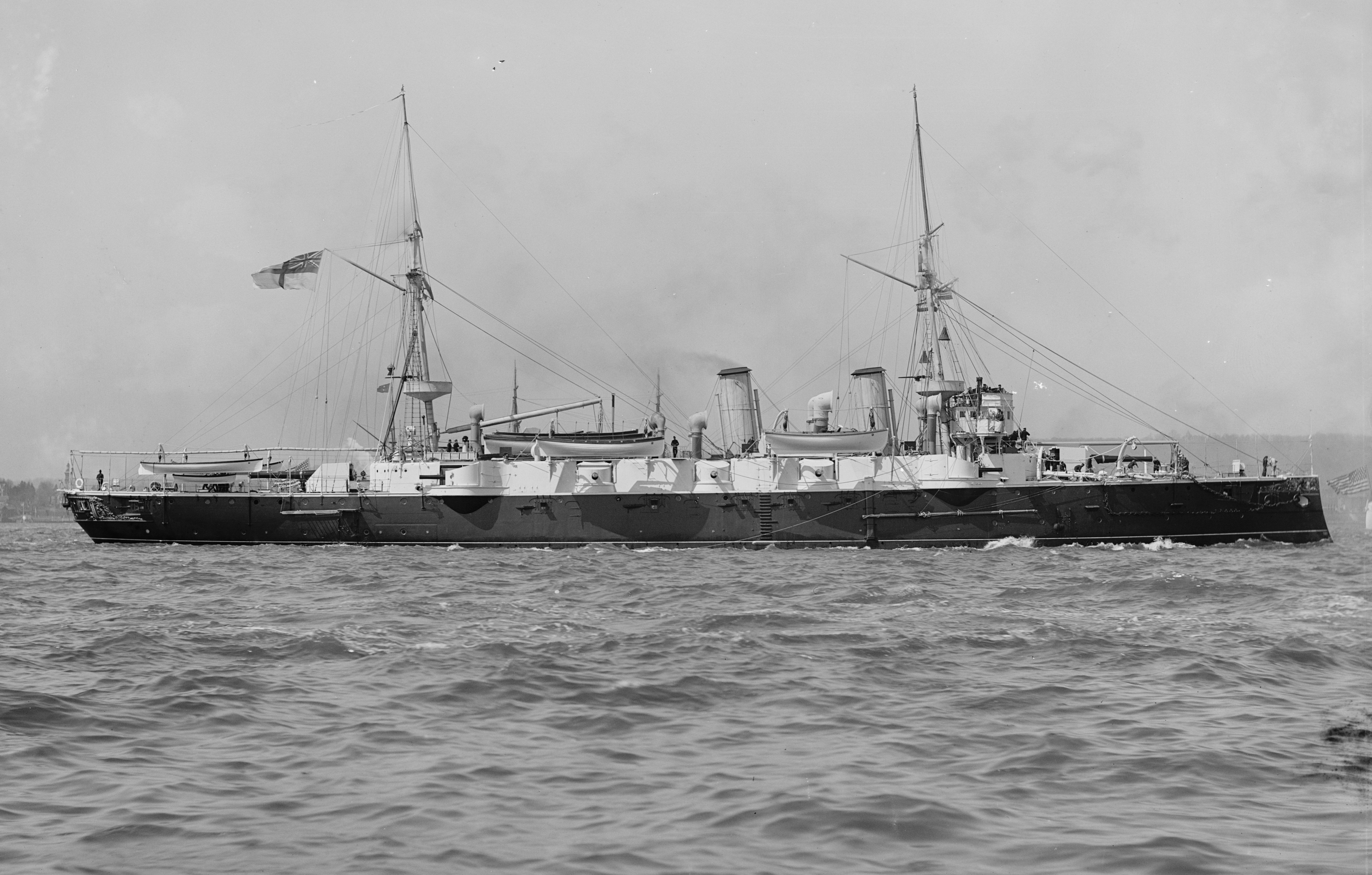
El HMS Australia, de la clase Orlando inglesa en la cual se basaban los cruceros de la clase Infanta Teresa españoles.

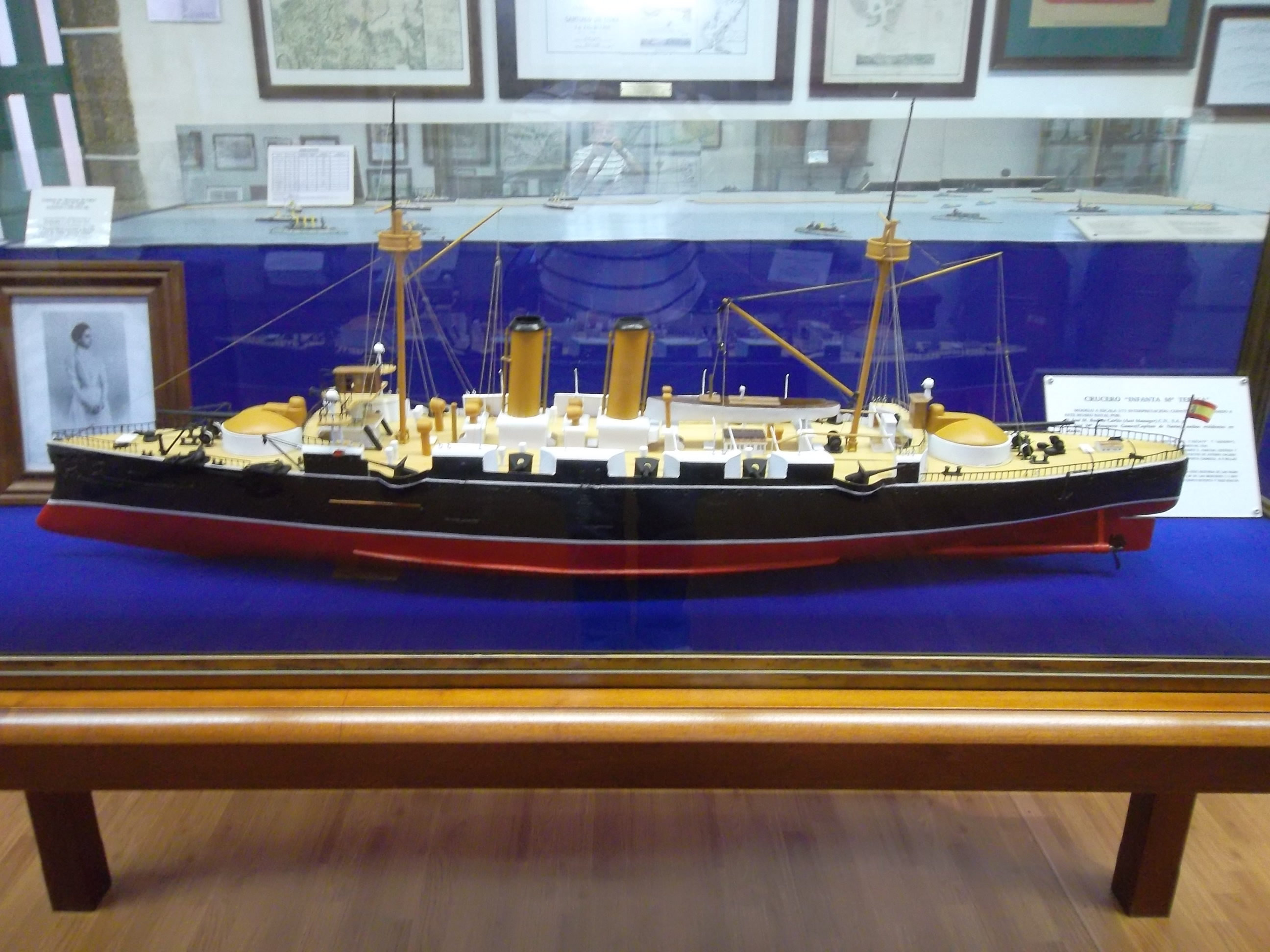
Maqueta del crucero Infanta María Teresa.

El astillero naval de Bilbao, España, construyó las tres unidades de la clase Infanta María Teresa. Originalmente, la Armada española había planeado construir barcos gemelos del acorazado Pelayo, pero la crisis de las Carolinas con el Imperio Alemán en 1885 hizo que España desviara el dinero presupuestado para los acorazados a la clase Infanta María Teresa. Los cruceros blindados se consideraban más deseables que los acorazados adicionales en ese momento porque su mayor velocidad y rango de navegación los hacían más adecuados para responder a las crisis coloniales en lugares lejanos respecto a la metrópoli.
El Infanta María Teresa y sus dos buques gemelos eran versiones inspiradas en los cruceros acorazados británicos de la clase Orlando, con un tamaño más grande y con una artillería más potente y que desplazaba 5000 toneladas, con un blindaje basado en el mismo principio. Los buques eran relativamente rápidos, pero su protección era pobre. Un estrecho cinturón blindado cubría solo dos terceras partes de la línea de flotación en el centro del buque, con la cubierta blindada plana sobre el cinturón, pero curvándose hacia abajo en los extremos, con un glacis inclinado blindado sobre la sala de máquinas. Se colocaron anchas carboneras sobre el cinturón, con un grupo de carboneras más estrechas a los lados de la sala de máquinas por debajo de la línea de flotación. 
Los cañones Hontoria de 280 mm, que solo tenían capotas ligeramente blindadas, se instalaron a proa y a popa junto con cañones de repetición de 140 mm sobre la cubierta superior al aire libre, detrás de pantallas protectoras. Los barcos tenían un alto francobordo sin protección. Sus cubiertas superiores eran vigas entablonadas sin revestimiento de acero. Los barcos también estaban muy decorados y equipados con madera, que los españoles no pudieron quitar antes de la batalla naval de Santiago de Cuba y que alimentaría los incendios después de que los proyectiles enemigos cayeran. El Infanta María Teresa fue el buque insignia del Almirante Cervera.
Estos buques, fueron inicialmente catalogados como cruceros protegidos de 1ª clase, eran también catalogados como cruceros acorazados por otras marinas, ya que su protección (cinturón blindado de 305-254 mm y barbetas 229 mm) era muy superior a la habitual en los cruceros protegidos (de 70 a 152 mm, salvo excepciones), al igual que sucedía con su artillería principal, que era equiparable a la de un acorazado coetáneo. Por lo tanto, se debe tener en cuenta la posibilidad de designar, o localizar designados, a estos buques de las dos formas. De igual modo, cabe destacar, que antes del inicio de la guerra hispano estadounidense, el gobierno de Berenguer decidió con fines tanto publicitario como intimidatorio, reclasificarlos como acorazados de 2ª clase.

## Historial
Los cruceros acorazados de la clase Infanta María Teresa eran unidades que sirvieron tanto en aguas europeas como americanas. Tras el estallido de la Guerra Hispano-estadounidense en 1898, los tres fueron destinados a la 1.ª Escuadrilla, comandada por el Vicealmirante Pascual Cervera y Topete, y en la que los tres fueron hundidos en la Batalla de Santiago de Cuba.

## Buques de la clase
| Nombre               | Astilleros                      | Iniciados               | Botados              | Asignado             | Baja               | Causa                                           | Imagen |
| -------------------- | ------------------------------- | ----------------------- | -------------------- | -------------------- | ------------------ | ----------------------------------------------- | ------ |
| Infanta María Teresa | Sociedad Astilleros del Nervión | 24 de julio de 1889     | 30 de gosto de 1890  | 28 de agosto de 1893 | 3 de julio de 1898 | Hundido en la batalla naval de Santiago de Cuba |        |
| Vizcaya              | Sociedad Astilleros del Nervión | 7 de octubre de 1889    | 8 de julio de 1891   | 2 de agosto de 1894  | 3 de julio de 1898 | Hundido en la batalla naval de Santiago de Cuba |        |
| Almirante Oquendo    | Sociedad Astilleros del Nervión | 16 de noviembre de 1889 | 3 de octubre de 1891 | 21 de agosto de 1895 | 3 de julio de 1898 | Hundido en la batalla naval de Santiago de Cuba |        |

### Listas relacionadas
• Cruceros acorazados por país
• Cruceros de la Armada de España